# Bokspits
Bokspits è un villaggio del Botswana situato nel distretto di Kgalagadi, sottodistretto di Kgalagadi South. Il villaggio, secondo il censimento del 2011, conta 507 abitanti.

## Località
Nel territorio del villaggio sono presenti le seguenti 9 località:
- Diker Grey,
- Good Hope di 50 abitanti,
- Hart Best di 7 abitanti,
- Hoemoet,
- Lekerdrik,
- Mara di 4 abitanti,
- Pavijo/Panja di 11 abitanti,
- Sams Pan di 30 abitanti,
- Tshane-Tshane di 40 abitanti